# 溥楙
奉恩鎮國公溥楙（1850年7月19日—1882年3月25日），奉恩鎮國公載鋼第三子，母繼室鈕祜祿氏，其父為西敏，履親王系第六代。
他在道光三十年六月（1790年）出生，咸豐三年十月（1853年）成為貝子載鈖的養子，次年正月（1854年）接替嗣父成為履親王第六代，但因為履親王並非世襲罔替的爵位，因此他的封爵只是奉恩鎮國公。
光緒八年二月（1882年）他去世，虛齡三十三岁，由長子毓昌襲封履親王系第七代。